# Astyanax cremnobates
Astyanax cremnobates és una espècie de peix de la família dels caràcids i de l'ordre dels caraciformes.

## Morfologia
- Els mascles poden assolir 8,9 cm de llargària total.
- Nombre de vèrtebres: 34-36.[4][5]

## Hàbitat
Viu a àrees de clima subtropical.

## Distribució geogràfica
Es troba a Sud-amèrica: conques dels rius Jacui i Maquiné.